# تتبع الويب
(تتبع الويب: Web tracking) هو الممارسة التي يقوم من طريقها مشغلوا مواقع الويب والأطراف الثالثة بجمع وتخزين وتبادل المعلومات حول أنشطة الزوار على شبكة الويب العالمية. يمكن استخدام تحليل سلوك المستخدم لتوفير محتوى يمكّن المشغل من استنتاج تفضيلاته وقد يكون ذا فائدة لأطراف مختلفة، مثل المعلنين.  يمكن أن يكون تتبع الويب جزءًا من إدارة الزوار .

## استخدامات تتبع الويب
تقوم شركات الإعلان بجمع معلومات حول المستخدمين بنحو نشط وإنشاء ملفات تعريف تستخدم لإضفاء الطابع الفردي على الإعلانات. تشمل أنشطة المستخدم مواقع الويب التي زارها ومقاطع الفيديو التي شُوهِدتْ والتفاعلات على الشبكات الاجتماعية والمعاملات عبر الإنترنت. تجمع مواقع الويب مثل (نتفلكس: Netflix) و(يوتيوب: YouTube) معلومات حول البرامج التي يشاهدها المستخدمون، مما يساعدهم على اقتراح المزيد من العروض التي قد تنال إعجابهم. ستحتفظ محركات البحث مثل (جوجل: Google) بسجل لما يبحث عنه المستخدمون، مما قد يساعدهم في اقتراح المزيد من عمليات البحث ذات الصلة في المستقبل. قد تستخدم وكالات إنفاذ القانون تتبع الويب للتجسس على الأفراد وحل الجرائم. تركز تحليلات الويب أكثر على أداء موقع الويب. سيعطي تتبع الويب نظرة ثاقبة حول كيفية استخدام موقع الويب ومعرفة المدة التي يقضيها المستخدم على صفحة معينة. يمكن استخدام هذا لمعرفة من قد يكون له أكبر اهتمام بمحتوى موقع الويب. اختبارات قابلية الاستخدام هي ممارسة اختبار مدى سهولة استخدام التصميم. تجري ملاحظة المستخدمين في أثناء إكمالهم للمهام. سيساعد هذا على تحديد مشكلات قابلية الاستخدام في تصميم موقع الويب بحيث يمكن إصلاحها لتسهيل التنقل.

## طرق تتبع الويب

### عنوان IP
يتم تخصيص عنوانIP  فريد لكل جهاز متصل بالإنترنت، إلى أنه ضروري لتمكين الأجهزة من الاتصال مع بعضها. بوجود البرنامج المناسب على الموقع المضيف، يمكن تسجيل عنوان IP لزوار الموقع ويمكن استخدامه أيضًا لتحديد الموقع الجغرافي للزائر، يمكن أن يؤدي تسجيل عنوان IP إلى مراقبة الشخص إن كانَ صوّت أكثر من مرة، وكذلك مراقبة نمط المشاهدة الخاص به. إن معرفة
موقع الزائر يحدد الدولة إلى جانب أشياء أخرى. قد يؤدي ذلك مثلًا إلى عرض الأسعار بالعملة المحلية، أو السعر أو نطاق السلع المتوفرة، أو تطبيق شروط خاصة، وفي بعض الحالات تُحظر الطلبات أو الردود من بلد معين بالكامل. يمكن لمستخدمي الإنترنت التحايل على الرقابة والحظر الجغرافي وحماية الهوية الشخصية والموقع للبقاء مجهولين على الإنترنت باستخدام اتصال (VPN :virtual private network ).

### ملف تعريف ارتباط بروتوكول نقل النص التشعبي (HTTP:Hypertext Transfer Protocol)
هو رمز ومعلومات مضمنة في جهاز المستخدم بوساطة موقع ويب عندما يزور المستخدم موقع الويب. قد يسترد الموقع بعد ذلك المعلومات الموجودة على ملف تعريف الارتباط في الزيارات اللاحقة إلى الموقع ذاته من قبل المستخدم. يمكن استخدام  تلك الملفات لتخصيص تجربة تصفح المستخدم وتقديم إعلانات مستهدفة. بعض أنشطة التصفح التي تخزنها ملفات تعريف الارتباط هي:
- الصفحات والمحتوى الذي تصفحه المستخدم.
- ما بحث عنه المستخدم عبر الإنترنت.
- عندما ينقر المستخدم على إعلان عبر الإنترنت.
- في أي وقت زار المستخدم الموقع.

### ملفات تعريف الارتباط الخاصة بالطرف الأول والثالث
يجري إنشاء ملف تعريف ارتباط الطرف الأول بوساطة موقع الويب الذي يزوره المستخدم. تعد هذه الملفات «جيدة» لأنها تساعد المستخدم بدلًا من التجسس عليه. الهدف الرئيسي منها هو التعرف على المستخدم وتفضيلاته بحيث يمكن تطبيق الإعدادات المطلوبة.
يجري إنشاء ملف تعريف ارتباط الطرف الثالث بوساطة مواقع ويب غير تلك التي يزورها المستخدم. يقومون بإدخال رمز تتبع إضافي يمكنه تسجيل نشاط المستخدم عبر الإنترنت. تشير التحليلات في الموقع إلى جمع البيانات على الموقع الحالي. يجري استخدامه لقياس العديد من جوانب تفاعلات المستخدم، متضمنةً عدد مرات زيارات المستخدم. يجري تجاوز القيود المفروضة على ملفات تعريف الارتباط للجهات الخارجية التي تقدمها متصفحات الويب من قبل بعض شركات التتبع باستخدام تقنية تسمى (إخفاء هوية: CNAME) حيث يجري تعيين سجل نظام أسماء النطاقات (DNS) لخدمة تتبع تابعة لجهة خارجية في المجال الأصلي للطرف الأول بحيث يتم تنكره على أنه الطرف الأول على الرغم من أنه كيان منفصل من الناحية القانونية والتنظيمية. حُظِرت هذه التقنية من بعض المتصفحات وأدوات منع الإعلانات باستخدام قوائم الحظر الخاصة بأجهزة التتبع المعروفة.

## أساليب أخرى
- يستخدم المعلنون التتبع عبر الأجهزة للمساعدة على تحديد القنوات الأكثر نجاحًا في المساعدة على تحويل المتصفحات إلى مشتريّن.[15]
- يستخدم المعلنون نسبة النقر إلى الظهور لقياس عدد النقرات التي يتلقونها على إعلاناتهم لكل عدد من مرات الظهور.[16]
- يقوم تتبع فأرة الحاسوب (مؤشر الماوس) بجمع مواضع المؤشر الخاصة بالمستخدمين على الحاسوب.
- تعتمد بصمات المتصفح على متصفحك وهي طريقة لتحديد المستخدمين في كل مرة يتصلون فيها بالإنترنت ويتتبعون نشاطك. من طريق البصمات، يمكن لمواقع الويب تحديد نظام تشغيل المستخدمين واللغة والمنطقة الزمنية وإصدار المتصفح دون إذنك.
- لا يمكن استخدام ملفات تعريف الارتباط الفائقة أو «ملفات تعريف الارتباط» فقط لتتبع المستخدمين عبر الويب، ولكن يصعب أيضًا اكتشافها وتصعب إزالتها، لأنها مخزنة في مكان مختلف عن ملفات تعريف الارتباط القياسية.[17]
- تسمح البرامج النصية لإعادة الجلسة بالقدرة على إعادة رحلة الزائر على موقع ويب أو داخل تطبيق جوال أو تطبيق ويب .[18]
- تتبع إعادة التوجيه هو استخدام صفحات إعادة التوجيه لتتبع المستخدمين عبر مواقع الويب.
- تُستخدم إشارات الويب بنحو شائع للتحقق: هل الفرد الذي تلقى بريدًا إلكترونيًا قد قرأه بالفعل، أم لا؟
- يمكن استخدام الرموز المفضلة لتتبع المستخدمين لأنها تستمر عبر جلسات التصفح.

## الوقاية
يمكن للمستخدمين التحكم في تتبع الويب من جهة خارجية. تمكّن ملفات تعريف الارتباط الخاصة بإلغاء الاشتراك المستخدمين من حظر مواقع الويب من تثبيت ملفات تعريف الارتباط في المستقبل. قد يجري حظر مواقع الويب من تثبيت معلنين أو ملفات تعريف ارتباط من جهات خارجية على متصفح مما يمنع التتبع على صفحة المستخدمين. (لا تتبع: Do Not Track) هو أحد إعدادات مستعرض الويب الذي يمكنه طلب تطبيق ويب لتعطيل تتبع المستخدم. سيؤدي تمكين هذه الميزة إلى إرسال طلب إلى موقع الويب الذي يقوم المستخدمون بتشغيله لتعطيل تتبع المستخدم عبر المواقع.
خلافًا لاعتقاد شائع، لا يمنع وضع خصوصية المتصفح جميع محاولات التتبع لأنه عادةً ما يمنع فقط تخزين المعلومات على موقع الزائر ملفات تعريف الارتباط. ومع ذلك، فإنه لا يساعد ضد عمليات نقل البيانات الحية، مثل طرق البصمات المختلفة. يمكن إخفاء هوية بصمات الأصابع بسهولة. أحيانًا، تفشل وظيفة الموقع مثلًا، قد لا يتمكن المرء من تسجيل الدخول إلى الموقع، أو تُفقَد التفضيلات.

## أنظر أيضا
- جوجل كروم
- وحدة تتبع نظام تحديد المواقع
- خصوصية الإنترنت
- خصوصية الإنترنت
- خصوصية المعلومات
- جاسوسية رقمية
- تعقب وتتبع
- تحليل الويب

## وصلات خارجية
- "Princeton Web Transparency & Accountability Project (WebTap)". مؤرشف من الأصل في 2022-10-26. اطلع عليه بتاريخ 2018-02-20. We monitor websites and services to find out what user data companies collect, how they collect it, and what they do with it. With our measurement platform, we study privacy, security, and ethics of consumer data usage
  - "OpenWPM – A privacy measurement framework". غيت هاب. مؤرشف من الأصل في 2022-12-20. اطلع عليه بتاريخ 2018-02-20.